# Không quân Đức Quốc xã
Không quân Đức Quốc Xã (tiếng Đức: Luftwaffe, phát âm tiếng Đức: [ˈlʊftvafə] ⓘ) là một quân chủng của lực lượng vũ trang Đức Quốc xã (Wehrmacht) trước và trong Chiến tranh Thế giới thứ hai. Sau Chiến tranh Thế giới thứ nhất và theo những điều khoản của Hòa ước Versailles, nước Đức bị cấm duy trì các lực lượng không quân thường trực trong lực lượng vũ trang của họ. Do đó, Luftstreitkräfte (Không quân Đế quốc) của Lục quân Đế quốc Đức và Marine-Fliegerabteilung (Bộ tư lệnh Không lực Hải quân) của Hải quân Đế quốc Đức đã bị giải tán vào tháng 5 năm 1920.
Trong giai đoạn giữa hai cuộc thế chiến, phi công Đức được đào tạo một cách bí mật tại Căn cứ Không lực Lipetsk của Liên Xô. Với sự trỗi dậy của Đảng Quốc xã và sự bác bỏ Hòa ước Versailles rất ác liệt của Adolf Hitler, lực lượng Luftwaffe lần đầu tiên được đưa ra ngoài ánh sáng vào ngày 26 tháng 2 năm 1935, chỉ hơn hai tuần trước khi Đức Quốc Xã công khai sẽ không tuân thủ các điều khoản của Hòa ước Versailles bằng việc sẽ công bố quyết định tái vũ trang và quân dịch vào ngày 16 tháng 3. Quân đoàn Condor, một đơn vị trực thuộc của Luftwaffe, đã được cử đến hỗ trợ Phe Quốc dân của Francisco Franco trong Nội chiến Tây Ban Nha, đồng thời cung cấp khu vực huấn luyện bay và giúp đào tạo phi công cho quân đội của Franco. Từ những kinh nghiệm ở Tây Ban Nha, Luftwaffe nhanh chóng trở thành một trong những lực lượng không quân tân tiến và giàu kinh nghiệm chiến đấu nhất thế giới khi Chiến tranh Thế giới thứ hai bùng nổ vào tháng 9 năm 1939. Vào hè năm 1939, Luftwaffe có tổng cộng 28 không đoàn (Geschwader) và một lực lượng lính dù gọi là Fallschirmjäger.
Luftwaffe đã đóng vai trò quan trọng trong những chiến thắng của quân đội Đức từ Ba Lan đến Tây Âu trong giai đoạn 1939-1940. Tuy nhiên, trong thời gian diễn ra Trận chiến nước Anh, mặc dù đã gây ra những thiệt hại nặng nề cho cơ sở hạ tầng của Không quân Hoàng gia Anh và cuộc oanh tạc Blitz sau đó, tàn phá nhiều thành phố của Anh, Luftwaffe vẫn không thể khuất phục được ý chí của người Anh. Từ năm 1942, các chiến dịch ném bom của quân Đồng Minh dần dần phá hủy khả năng chiến đấu và các đơn vị tiêm kích của Luftwaffe. Từ cuối năm 1942, Luftwaffe đã tập hợp các nhóm binh sĩ dã chiến và nhân sự liên quan để lập lên các sư đoàn dã chiến của họ. Ngoài mặt trận phía Tây, Luftwaffe cũng tác chiến ở các khu vực khác như Liên Xô, Bắc Phi và Nam Âu. Dù đã cố gắng phát triển các loại máy bay mới như máy bay dùng động cơ phản lực và máy bay đánh chặn tầm xa nhằm cản lại các cuộc không kích của máy bay ném bom Đồng Minh, Luftwaffe vẫn bị áp đảo bởi quân số vượt trội và chiến thuật cải tiến của không quân Đồng Minh, đồng thời họ không còn nhiều phi công được đào tạo bài bản và nhiên liệu cho máy bay. Tháng 1 năm 1945, trong giai đoạn cuối của Trận Ardennes, Luftwaffe đã thực hiện một nỗ lực cuối cùng nhằm giành ưu thế trên không và đã thất bại. Với nguồn cung nhiên liệu cạn kiệt sau chiến dịch này, và cũng như phần lớn các đơn vị khác của Wehrmacht nói chung, Luftwaffe không còn là một đơn vị có sức chiến đấu hiệu quả.

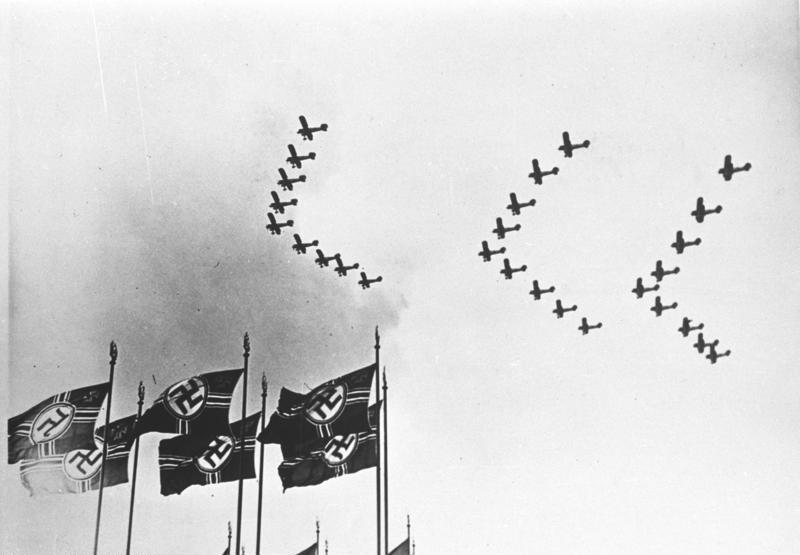
Một cuộc diễu binh năm 1937

Sau khi nhà nước Đức Quốc Xã sụp đổ, Luftwaffe bị giải tán vào năm 1946. Trong suốt Chiến tranh Thế giới thứ hai, các phi công của Luftwaffe đã tuyên bố bắn rơi và phá hủy hơn 70.000 máy bay các loại của đối phương, trong khi họ mất hơn 75.000 máy bay vì nhiều lí do khác nhau. Trong số đó, có hơn 40.000 chiếc bị phá hủy hoàn toàn. Luftwaffe chỉ có duy nhất hai tổng tư lệnh trong lịch sử phát triển của nó: Thống chế Đế chế Hermann Göring và Thống chế Robert Ritter von Greim.
Luftwaffe còn dính líu tới nhiều tội ác chiến tranh trong Chiến tranh Thế giới thứ hai. Trong giai đoạn cuối của cuộc chiến, số lượng nhân công được huy động vào các nhà máy sản xuất máy bay phần lớn được chọn từ các trại tập trung của Đức, tổng cộng gần 20.000 tù nhân lao động khổ sai. Nhu cầu lao động của Luftwaffe là một trong những yếu tố dẫn đến việc trục xuất và sát hại hàng trăm nghìn người Do Thái Hungary vào năm 1944. Luftwaffe cũng thường xuyên ném bom các mục tiêu phi quân sự, Bộ Tư lệnh Không quân (Oberkommando der Luftwaffe) đồng ý hỗ trợ tổ chức các cuộc thí nghiệm trên người của Đức Quốc Xã, và binh sĩ Luftwaffe đã gây ra nhiều vụ thảm sát ở Ý, Hy Lạp và Ba Lan.